# Fracture
Fracture és una pel·lícula de thriller legal psicològic del 2007 protagonitzada per Anthony Hopkins i Ryan Gosling i dirigida per Gregory Hoblit. És la història d'un home que dispara la seva dona infidel i després s'enfronta a una batalla d'enginy amb un jove assistent fiscal. S'ha doblat al català.